# Araira
Araira es una ciudad del Estado Miranda, Venezuela, ubicado en la Parroquia Simón Bolívar. Junto con la ciudad Guatire conforman las únicas ciudades del Municipio Zamora.  Se encuentra a 45 km al este de Caracas. Su nombre proviene del río que la atraviesa de este a oeste, el río Araira. Se cree que el nombre «Araira» era el nombre de la hija de un cacique indígena que vivía en la zona a la llegada de los primeros conquistadores. 

## Historia

### Época prehispánica
La zona del río Araira estuvo habitada por los indígenas Chagaragotos quienes seguramente se mezclaron con los indígenas Trispas o Chuspas,   quienes ocupaban el cercano valle del río Chuspita.  Estos grupos aborígenes pertenecían a la familia Caribe. La conquista acabó con estos poblados indígenas, los miembros que lograron sobrevivir fueron otorgados en encomienda al capitán Antonio Gámez de Acosta y posteriormente anexados al pueblo de Guarenas cuando fue fundado en 1621. Un grupo de indígenas Trispas o Chuspas se internaron en las montañas cercanas y permanecieron alejados de la civilización europea hasta la segunda mitad del siglo XVIII.

### Época colonial
La zona donde hoy está el poblado de Araira fue otorgada a principios del siglo XVII al encomendero Martín Gámez de La Cerda. Tanto él como los sucesivos propietarios destinaron estas tierras al cultivo. El núcleo originario del poblado estuvo formado por los trabajadores y esclavos de la Hacienda que pronto comenzó a conocerse como Hacienda Araira. 

### Etapa Republicana

#### Etapa independentista
Araira, por ser tierra de cultivos, de escasa población, no tuvo participación activa en la guerra de Independencia de Venezuela, aunque es necesario mencionar dos hechos importantes: El propietario de la Hacienda Araira desde 1784, Juan Álvarez, fue un decidido partidario de la Independencia y fue uno de los dos electores parroquiales que concurrieron para elegir a los diputados al primer congreso venezolano que declararía la independencia en 1811.  Su hijo, Bacilio Álvarez, participó como militar en las primeras acciones militares. Fue herido en la Batalla de La Victoria y dado de baja. El segundo hecho, pero basada en la tradición oral, indica que el Libertador Simón Bolívar, en la Emigración a Oriente descansó, junto con los miles de personas que lo acompañaban, bajo un frondoso Samán, ubicada en Ceniza, barrio cercano a Araira. 

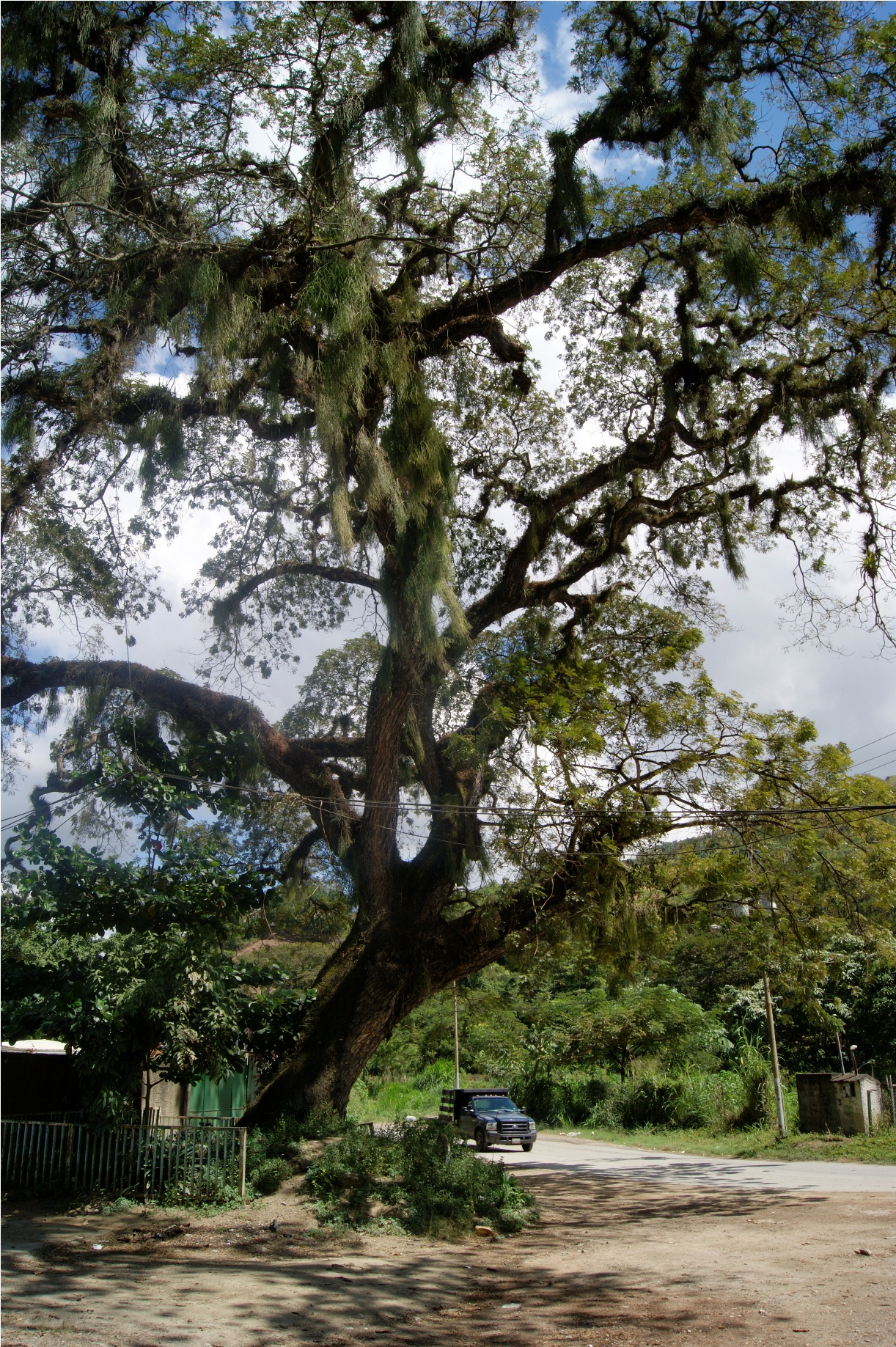
Samán de Ceniza, bajo cuya sombra descansó Simón Bolívar en la emigración a Oriente

#### Guerra Federal
Cuando Guatire se unió a la causa de los liberales (Ver Guerra Federal) en julio de 1859, la mayoría de los combatientes se acantonaron en Ceniza y en Araira, a la espera de un seguro ataque por parte de las fuerzas del gobierno.  Así fue. El enfrentamiento se dio a orillas de la Quebrada Ceniza y luego a orillas del río Araira. Meses más tarde volvió a darse un enfrentamiento en el sitio de Reventón. 

## Fundación de laColonia Bolívar
En 1874 el presidente de Venezuela Antonio Guzmán Blanco compra gran parte de la "Hacienda Araira' con la finalidad de crear una colonia agrícola con inmigrantes franceses. El 21 de septiembre de ese año, mediante decreto, creó la Colonia Bolívar.  Los primeros en asentarse en el lugar fueron quince familias francesas: los Clement, los Olivier, los Penau, entre otros. No todos permanecieron mucho tiempo en el lugar. Tres años más tarde, el 17 de febrero de 1877 llega al puerto de La Guaira el barco Il Veloce con sesenta y cuatro familias de origen italiano, específicamente de la provincia de Belluno (en el Veneto). Esas familias se asentarán en la Colonia Bolívar. Entre ellos están: Los Begnosi, los Bertorelli, los Brignole, los D'Alló, los D'Almagro, De Lion, Fanti, Fregona, De Girardi, De Min, Livinalli, Menegatti, Melchor, Pittol, Possamai, Sandon, Sponga, Sumabila, Zanella, entre otros. 

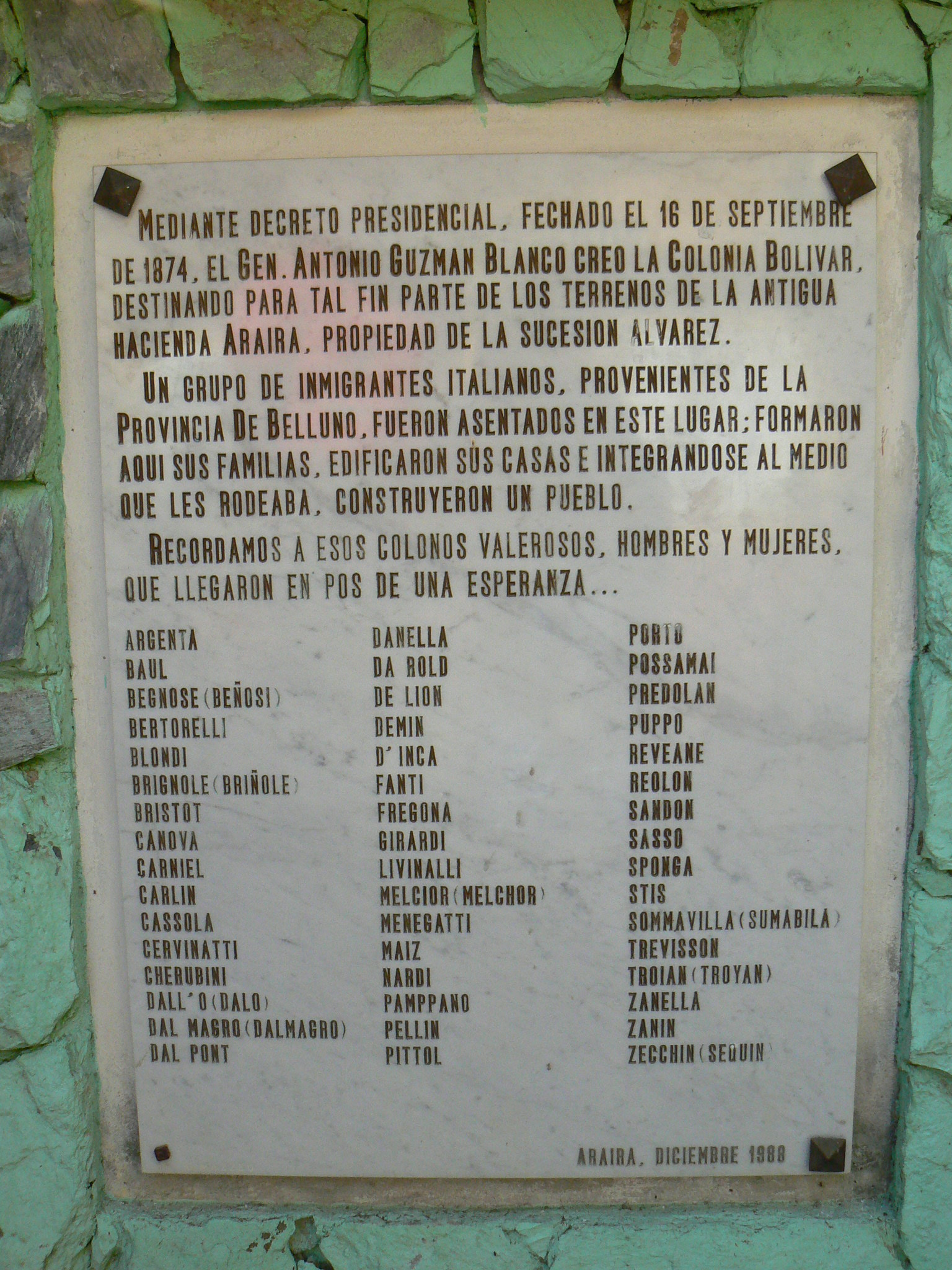
Placa conmemorativa con los nombres italianos de los Fundadores de Araira.

En el año 1882, José María González, gobernador de la Colonia Bolívar en Araira, gestionó para que estas familias italianas, que estaban dispersas en distintos lugares del distrito, se establecieran en dicha colonia. El Gobierno nacional entonces, deslindó parcelas a las familias italianas que hicieron de la Colonia Bolívar, su patria chica, en donde formaron sus familias, edificaron sus casas y construyeron un pueblo.
Como consecuencia, en 1912 la mayoría de la población de Araia (con casi 1000 habitantes entonces) era de parcial origen italiano.

## Economía
En la época colonial, la economía de Araira fue totalmente agrícola. Se cultivaba cacao, caña de azúcar, tubérculos y frutas. Con la llegada de los inmigrantes italianos, a fines del siglo XIX, comenzó el cultivo intensivo de mandarinas. Actualmente, la zona de Araira es la mayor productora de este rubro en Venezuela. 

## Geografía

### Ubicación
Su Plaza central (Plaza 19 de Abril) se encuentra ubicada a 66°29′6″ O de longitud oeste y 10º27'09de latitud norte, en la parte norte-central del estado Miranda. Dista 45 km de la ciudad de Caracas, 19 km de la costa del estado La Guaira, al norte.

### Relieve
El poblado se encuentra en un valle, a las orillas del río Araira,  elevándose a unos 345 m s. n. m. Al norte se encuentra la Cordillera de la Costa, protegida por el Parque nacional El Ávila. Al sur la Serranía del Interior. Se caracteriza por una serie de terrenos doblados que dan lugar entre sus entrecruzamientos a valles, mesetas, filas de muy variada altitud. Sus puntos más elevados son el Topo El Oso y el Topo Cogollal, ubicados en la Cordillera de la Costa.

### Hidrografía
Tres son los ríos más importantes que atraviesan el poblado o pasan cerca: El río Araira, el río Chuspita y el río Salmerón. Los dos primeros desembocan en el río Caucagua, en el lugar conocido como El Paparo. El tercero desemboca en el río Capaya, que luego desemboca en el Mar Caribe.  

### Demografía
La población de Araira se distribuye en varios sectores: La Rinconada, Santa Rosalía, Colinas de Araira, Ceniza,  El Cementerio y el centro. La mayoría es mestiza y hay una fuerte presencia de descendientes de los inmigrantes italianos llegados a fines del siglo XIX, quienes conforman una pequeña élite económica. Su tasa de crecimiento poblacional es muy baja, en comparación con la que registra la ciudad capital municipal, Guatire. 

## Cultura

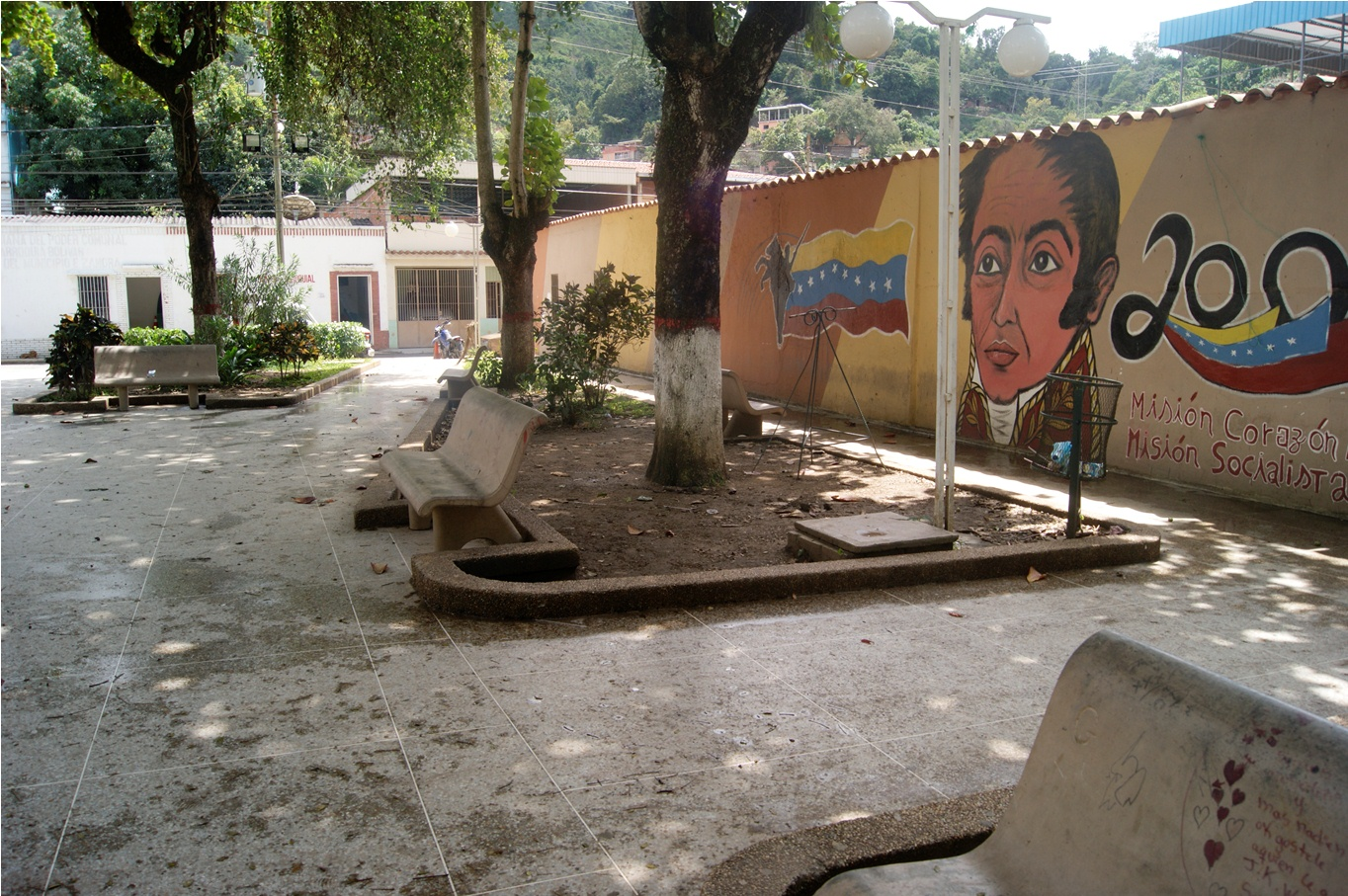
Plaza 19 de Abril

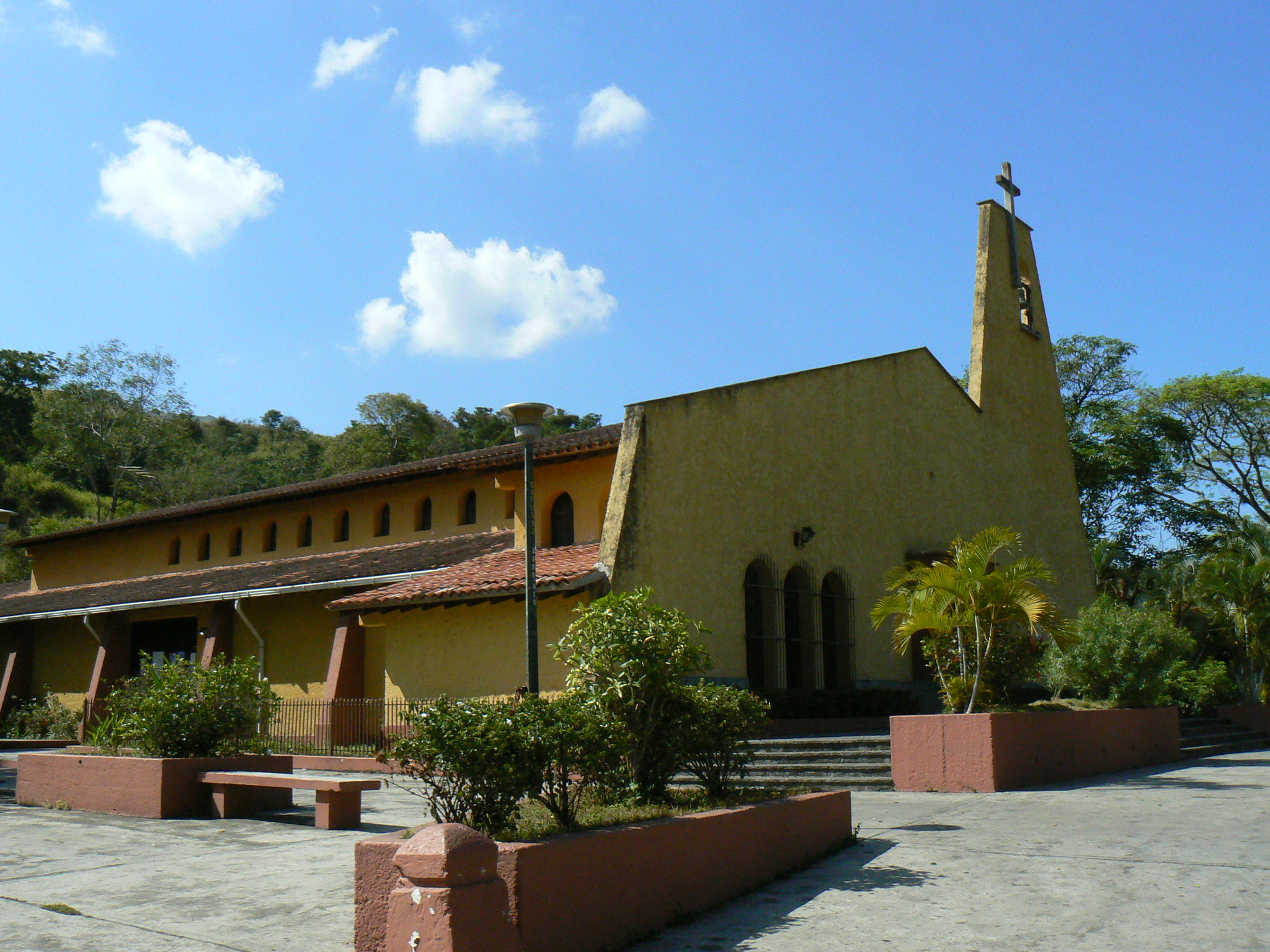
Iglesia Parroquial de Araira

Su patrona es la Virgen del Carmen, festividad que se celebra el 16 de julio de cada año. Unos días después, se realiza, en la calle Bolívar de la población, la tradicional Alfombra de Flores. Desde las primeras horas de la mañana hasta las cinco de la tarde, se congregan los ciudadanos en las calles para observar las figuras alegóricas que realizan las familias de la localidad. 
Esta tradición nace en 1992 por iniciativa del Padre Humberto Delgado, quien era párroco de Araira para ese momento, quien junto con la Sociedad de Damas Nuestra Señora del Carmen dan inicio a esta celebración en honor a la patrona de Araira.  La celebración se realiza uno o dos domingos después del 16 de julio, el Día de la Virgen del Carmen.
La tradición dice que la Virgen del Carmen es la patrona de Araira, porque en una segunda oleada de inmigrantes que venían de Italia, se presentó una tormenta en el mar y los pasajeros le suplicaron a la virgen del Carmen que los salvara y prometieron venerarla en el sitio donde llegaran.

### Lugares de interés
Entre sus sitios de interés destacan el parador turístico de Capayita, el Templo Parroquial, la Plaza 19 de Abril, una Pirámide (ubicada en Santa Rosalía), sede de un grupo religioso nacional,  las cuevas de Salmerón y las innumerables pozas naturales y cascadas de sus tres ríos.  

### Instituciones
Cuenta con la Biblioteca pública Gregorio Oses, la Casa de la Cultura, un estadio de beisból, dos instituciones públicas de Educación Primaria,  una institución pública de Educación Secundaria (U.E. Fernando Paz Castillo) y un Centro de Educación para el Trabajo. También hay una Planta Procesadora de Mandarina, instalada por el gobierno Nacional.  Una emisora de radio: Radio Social Araira (RSA) FM 96.6. Una compañía de televisión por Cable y compañías proveedoras de servicio WiFi: ArairaNet y ArairaSoft.

### Festividades
Son días de asueto local en Araira (y en todo el Municipio Zamora): 
El 3 de mayo día de la Santísima Cruz de Pacairigua, el 29 de junio día de la Parranda de San Pedro, El 20 de septiembre día de Villa Heroica. El 16 de julio, día de la Patrona de Araira es día de Júbilo. 

## Transporte y comunicaciones
Está comunicada a Guatire y al oriente del Estado por carretera. También se comunica con las zonas de cultivo, ubicadas al este, mediante carreteras.  Cuenta con una línea de transporte de pasajeros en autobús, que van hasta las ciudades de Guatire, una línea de transporte rústica -jeep- para llegar a las zonas rurales. También dispone de todos los servicios de telecomunicaciones -telefonía fija, telefonía móvil, fax, TV por cable, TV satelital, por ser una zona rural se dificulta agarrar señal móvil especialmente de Digitel, Movilnet perfectamente y no cuenta con buen internet en dicha zona.
también cuenta con cabinas de radio locales, como es Araira Estéreo 99.1 FM ubicada a 50 metros del puente en la entrada del pueblo de Araira